# آنا مانينغ كومفورت
آنا مانينغ كومفورت، طبيبة (كان اسمها الأخير مانينغ قبل الزواج، عاشت منذ 19 يناير 1845 حتى 12 يناير 1931) وهي طبيبة أمريكية متخصصة في العلاج. وكانت أول امرأة خريجة طب تمارس المهنة في ولاية كونيكتيكت.
كانت كومفورت أيضًا ناشطة ومعارضة صريحة للإمبريالية الأمريكية. وكانت رائدة في حركة حق المرأة في التصويت، ومُصلحة اجتماعية دافعت عن حقوق الأمريكيين الأصليين والأمريكيين من أصل أفريقي. وعضوًا في نادي سوروسيس منذ عام 1878، وكانت أيضًا رائدة في حركة النادي النسائي.

## الحياة المبكرة والتعليم

### الطفولة
ولدت آنا مانينغ في ترينتون، نيوجيرسي، في 19 يناير 1845. كان والدها ألفريد كيرلينج مانينغ. كانت من نسل جوزيف مانينغ، شقيق جيمس مانينغ، الذي كان مؤسس وأول رئيس لجامعة براون. جاءوا إلى الولايات المتحدة من إنجلترا في أواخر القرن السابع عشر. والدة كومفورت هي إليزابيث (برايس) مانينغ، والتي جاءت من عائلة فيلادلفيا كويكر؛ وبذلك كانت كومفورت من أصل إنجليزي وفرنسي.
عندما كانت طفلة، انتقلت كومفورت مع عائلتها إلى بوسطن، ماساتشوستس، حيث تلقت تعليمًا أكاديميًا. هناك، وجهها والدها إلى دراسة خاصة للبيانو، والتي واصلتها بعد عودتها إلى نيويورك. في سن السادسة عشرة، واعتُرف بها كعازفة موهوبة بشكل غير عادي.

### التعليم الطبي
اكتشفت عمة كومفورت، الطبيبة كليمنس صوفيا هارنيد لوزير، وشجعت قدرة كومفورت على الدراسة الطبية. في منزل لوزير، قرأت كومفورت العديد من الكتب عن الطب. بدأ أصدقاؤها يلاحظون أن موسيقاها كانت مليئة بالكتيبات الطبية.
خلال أوائل الحرب الأهلية الأمريكية، كانت يعاني والدها ألفريد مانينغ من صعوبات مالية، وأعطى كومفورت أسبوعًا لتقرر ما إذا كانت ستنتقل مع عائلتها إلى نيو إنجلاند، أو ستبقى في نيويورك لدراسة الطب في مدرسة لوزير، وأعطاها أسبوعًا واحدًا لتقرر، ويقال إنه عندما رأت مدرسة لوزير محنة كومفورت وترددها، قالت لكومفورت: «إنك بالفعل هذا النوع من الأشخاص الذي سيصبح طبيبًا رائعًا. آنا، ادخلي إلى أول صف، وأخبري والدك أنك ستعيشين معي أثناء دراستك».
في سن السابعة عشر، دخلت كومفورت مكتب لوزير كطالبة. جلبت ضيافة لوزير لها العديد من الإصلاحيين البارزين في ذلك الوقت، ومن المناقشات معهم، استمدت كومفورت الكثير من الإلهام المتعاطف واتساع الرؤية التي ميزت شخصيتها في السنوات اللاحقة. خلال فترة الحرب الأهلية، كانت كومفورت رائدة في «حركة حقوق المرأة».
كانت كومفورت عضوًا في الدفعة الأولى في كلية نيويورك الطبية للنساء. تعرضت كومفورت وزميلاتها الطالبات لمعاملة وقحة من بعض الطلاب والأساتذة الذكور أثناء حضورهم العيادات في مستشفى بلفيو. وصفت كومفورت التحيز الذي عاشته:
«كان علينا أن نذهب إلى مستشفى بلفيو لحضور الحصص العملية، وكانت الإهانات التي تعرضنا لها تفوق الخيال. كان هناك خمسمئة طالب شاب يتلقون دورات الدراسات العليا، وقد تعرضنا للسخرية والتهكم، وانضم لذلك أيضًا «الأطباء كبار السن». لقد اعتُبرنا عدوانيين. قالوا إن النساء لا يمتلكن نفس عقول الرجال وأنهن غير جديرات بالثقة. كل العمل في المستشفى كان غير سار بالنسبة لنا. كان يوجد في الأصل ست طالبات في الفصل، لكن لم يستطع الجميع باستثناء اثنين تحمل المعاملة التي تعرضنا لها وتركونا. كنت أرتجف كلما ذهبت إلى المستشفى، وقلت ذات مرة إنني لا أستطيع التحمل. وفي النهاية ذهبنا إلى السلطات، التي قالت إنه إذا لم نعامل باحترام، فسوف ينهون العقد مع المستشفى».
في عام 1865، في تدريبات التخرج لتلك الدفعة، ألقيت الخطب من قبل هنري وارد بيتشر، وهوراس غريلي، وهنري جارفيس ريموند، وهون. كوكس لصالح توسيع نطاق أنشطة المرأة، وخاصة فيما يتعلق بدخول مجال الطب.